# You’re Under Arrest
You’re Under Arrest – album Milesa Davisa nagrany pomiędzy listopadem 1984 a lutym 1985 r. i wydany we wrześniu 1985 r.

## Historia i charakter albumu
Jest to pierwszy album Milesa Davisa, którego tematem, przynajmniej częściowo, jest polityka – zwłaszcza rasizm, wojna i zanieczyszczenie.
Davis sięgnął tu do dwóch popowych piosenek: "Time after Time" Cyndi Lauper i "Human Nature" Michaela Jacksona, co spowodowało liczne krytyki, chociaż sam album został oceniony pozytywnie.
Z całego jednak albumu najbardziej zapamiętuje się grę znakomitych gitarzystów: Johna Scofielda i Johna McLaughlina.

## Muzycy
- Miles Davis – trąbka (wszystkie utwory); "głosy policji, głos Davisa" (1), syntezator (5, 6)
- Bob Berg – saksofon sopranowy (1), saksofon tenorowy (8, 9)
- John Scofield – gitara (1, 2, 3, 7, 9)
- Steve Thornton – instrumenty perkusyjne (wszystkie utwory), "głos hiszpański" (1)
- Al Foster – perkusja (1, )
- Robert Irving III – syntezator(1–7, 9), organy (8), klawinet (8), czelesta (9)
- Darryl Jones – gitara basowa (wszystkie utwory)
- Sting – "głos francuskiego policjanta" (1)
- Marek Olko – "polski głos" (1)
- James Prindville – "kajdanki" (1)
- Vince Wilburn, Jr. – perkusja (2–6)
- John McLaughlin – gitara (4, 5, 6)
- Al Foster – perkusja (7, 8, 9)

## Spis utworów
| 1. | One Phone Call/Street Scenes                                                                                | 4:34  |
|    | |       |
| 2. | Human Nature (John Bettis/Steve Porcaro)                                                                    | 4:30  |
|    | |       |
| 3. | Intro: MD1/Something’s on Your Mind*/MD2 *(H. Eaves III/ J. Williams)                                       | 7:17  |
|    | |       |
| 4. | Ms. Morrisine (M. Tynes Irving/M. Davis/R. Iving III)                                                       | 4:57  |
|    | |       |
| 5. | Katia Prelude (M. Davis/R. Irving III)                                                                      | 0:40  |
|    | |       |
| 6. | Katia (M. Davis/R. Irving III)                                                                              | 7:37  |
|    | |       |
| 7. | Time after Time (C. Lauper/R Hyman)                                                                         | 3:37  |
|    | |       |
| 8. | You’re Under Arrest (J. Scofield)                                                                           | 6:14  |
|    | |       |
| 9. | Medley: Jean Pierre/You're under Arrrest/Then There Were None (M. Davis/J. Scofield/R. Irving III/M. Davis) | 3:23  |
|    | |       |
|    | | 42:49 |
|    | |       |

## Opis płyty
- Producent – Miles Davis, Robert Irving III
- Koproducent – Vince Wilbur, Jr.
- Producent wykonawczy – Dr George Butler
- Aranżacje: 1, 3– Miles Davis; 8 – John Scofield i Miles Davis; inne utwory – R. Irving III i Miles Davis
- Inżynier dźwięku – Ronald F. Lerman i Tom Swift
- Nagranie – Record Plant Studios Nowy Jork
- Data nagrania – listopad 1984–luty 1985
- Miksowanie – Ronald F. Lerman i Tom Swift
- Studio – Record Plant Studios Nowy Jork
- Koorynator produkcji – Jim Rose
- Technik studyjny – Nick Joyce
- Mastering – Bob Ludwig
- Studio – Masterdisk, Nowy Jork
- Długość – 41 min. 29 sek.
- Kierownik artystyczny – Lane Donald
- Fotografie – Anthony Barboza
- Ilustracje – Miles Davis
- Firma nagraniowa – Columbia
- Numer katalogowy – CK 40023